# Araneus matogrosso
Araneus matogrosso är en spindelart som beskrevs av Levi 1991. Araneus matogrosso ingår i släktet Araneus och familjen hjulspindlar. Inga underarter finns listade i Catalogue of Life.